# Bíblia de Coverdale
A Bíblia de Coverdale, compilada por Myles Coverdale e publicada em 1535, foi a primeira tradução completa da Bíblia em inglês moderno (não apenas o Antigo ou Novo Testamento), e a primeira tradução impressa completa para o inglês (cf. Bíblia de Wycliffe em manuscrito). As edições posteriores (fólio e quarto) publicadas em 1537 foram as primeiras Bíblias completas impressas na Inglaterra. A edição do fólio de 1537 trazia a licença real e, portanto, foi a primeira tradução da Bíblia oficialmente aprovada em inglês. O Saltério da Bíblia de Coverdale foi incluído na Grande Bíblia de 1540 e no Livro Anglicano de Oração Comum a partir de 1662, e em todas as edições do Livro de Oração Comum da Igreja Episcopal dos EUA até 1979.